# Ligue de football du Kasaï-Occidental
La Ligue de football de la Kasaï-Occidental (Lifkoc) est la ligue de football de haut niveau de la province du Kasaï-Occidental. Chaque année, des clubs de la lifkoc sont relégués dans les divisions inférieures, telle que l'EUFKAN. Cette Ligue fait partie de la Fédération congolaise de football association (FECOFA).
Cette compétition réunit les clubs des villes telles que : Ilebo, Kananga, Luebo, Tshikapa.
En 2012, la lifkoc devient une 2e Division à la suite de la création d’une 1re Division répartie en trois groupes. En 2018, la lifkoc devient une 3e Division à la suite de la création d’une 2e Division répartie en trois groupes.

## Palmarès
- 2000 : AS Saint-Luc (Kananga) [2]
- 2001 : AS Saint-Luc (Kananga) [3]
- 2002 : AS Saint-Luc (Kananga) [4]
- 2003 : TV Tshipepele (Kananga) [5]
- 2004 : AS Bakolo Mboka (Tshikapa) [6]
- 2006 : US Tshinkunku (Kananga) [7]
- 2007 : US Tshinkunku (Kananga) [8]
- 2008 : US Tshinkunku (Kananga) [9]
- 2010 : US Tshinkunku (Kananga) [10]
- 2014 : AS Saint-Luc (Kananga)[1]
- 2021 : AS Bakolo Mboka (Tshikapa)[11]